# Let Them Eat Pussy
Albums de Nashville Pussy
High As Hell
Let Them Eat Pussy est le 1er album studio du groupe de rock 'n' roll trash les Nashville Pussy sortit le 23 février 1998.
La chanson « Fried Chicken And Coffee » fut nommée aux Grammy Awards dans la catégorie Meilleure performance Metal. L'album permit au groupe de se créer une base de fan, et de imposer leur style « sex/white trash », le titre de l'album signifiant littéralement « Qu'ils mangent de la chatte ».

## Liste des chansons
1. "Snake Eyes" - 1:29
2. "You're Goin' Down" - 2:08
3. "Go Motherfucker Go" - 1:59
4. "I'm The Man" - 2:16
5. "All Fucked Up" - 1:51
6. "Johnny Hotrod" - 2:56
7. "5 Minutes To Live" - 2:19
8. "Somebody Shoot Me" - 2:09
9. "Blowin' Smoke" - 1:34
10. "First I Look At The Purse" - 2:05
11. "Eat My Dust" - 1:50
12. "Fried Chicken And Coffee" - 4:26

## Membres
- Blaine Cartwright - guitare / chant
- Ruyter Suys - guitare
- Nate Thompson - batterie
- Corey Parks - basse